# Meioneta similis
Meioneta similis là một loài nhện trong họ Linyphiidae.
Loài này thuộc chi Meioneta. Meioneta similis được Wladislaus Kulczynski miêu tả năm 1926.